# Chorizococcus bardus
Chorizococcus bardus är en insektsart som först beskrevs av De Lotto 1967.  Chorizococcus bardus ingår i släktet Chorizococcus och familjen ullsköldlöss. Inga underarter finns listade i Catalogue of Life.